# Mario Krüger (Schauspieler)
Mario Krüger (* 1966 in Frankfurt an der Oder) ist ein deutscher Schauspieler, Autor und Synchronsprecher.

## Leben
Bereits im Alter von 16 Jahren wurde der 1966 in Frankfurt (Oder) geborene Mario Krüger in einer Hauptrolle des DEFA-Kinderfilms Taubenjule besetzt. Schon ein Jahr später folgte mit Isabel auf der Treppe der zweite Film. Nach dem Schulabschluss erlernte er bei der Deutschen Reichsbahn den Beruf eines Zugfertigstellers. Es folgte eine Ausbildung an der Theaterhochschule Hans Otto in Leipzig, anschließend erhielt er seinen ersten Bühnenvertrag am Stadttheater Freiberg. Es folgten Auftritte in Annaberg-Buchholz, Hannover, Bonn, Thüringen, Schwäbisch Hall, Schwedt/Oder und Berlin, wo er seit dem Jahr 2008 auch regelmäßig auf der Bühne des Berliner Kriminal Theaters steht. Im Jahr 2010 wirkte er in Bad Segeberg bei den Karl-May-Festspielen mit. Häufig stand er für Spielfilme und Fernsehproduktionen vor der Kamera und wirkte als Synchronsprecher. Als Autor verfasste er die Bücher Haloperidol oder vom Ende der Luftschlösser (ISBN 978-3-8476-4963-2), Stupsnase und Eigentlich mache ich mir nichts aus Sex, welches auch verfilmt wurde und 2010 im Berliner Kino Blow Up Premiere hatte.
Mario Krüger ist freiberuflich tätig und wohnt in Berlin.

## Filmografie
- 1983: Taubenjule
- 1984: Isabel auf der Treppe
- 2001: Tatort: Eine unscheinbare Frau (Fernsehreihe)
- 2003: liegen lernen (Fernsehserie, 1 Episode)
- 2004: Typisch Sophie (Fernsehserie, 1 Episode)
- 2005: Alphateam – Die Lebensretter im OP (Fernsehserie, 1 Episode)
- 2007: Die Familienanwältin (Fernsehserie, 1 Episode)
- 2007: Notruf Hafenkante (Fernsehserie, 1 Episode)
- 2008: Der Baader Meinhof Komplex
- 2009: 24h Berlin – Ein Tag im Leben (Fernsehdokumentation)
- 2011: Schloss Einstein (Fernsehserie, 2 Episoden)
- 2011: Inklusion – gemeinsam anders (Fernsehfilm)
- 2012: Weissensee (Fernsehserie, 1 Episode)
- 2014: SOKO Wismar (Fernsehserie, 1 Episode)
- 2018: Beck is back! (Fernsehserie, 1 Episode)
- 2019: SOKO Wismar (Fernsehserie, 1 Episode)
- 2019: In Berlin wächst kein Orangenbaum
- 2020: Gute Zeiten, schlechte Zeiten (Fernsehserie, 2 Episoden)
- 2021: Doktor Ballouz (Fernsehserie, 1 Episode)
- 2023: Tierärztin Dr. Mertens (Fernsehserie, 1 Episode)

## Theater
- 1988: Bertolt Brecht: Die Gewehre der Frau Carrar (José) – Regie: Wolfgang Amberger (Eduard-von-Winterstein-Theater  Annaberg)
- 1991: Federico García Lorca: Die wundersame Schustersfrau (Autor) – Regie: Peter Dieter Schnitzler (Landesbühne Hannover)
- 1992: Edward Albee: Wer hat Angst vor Virginia Woolf? (Nick) – Regie: Victor Weiss (Euro Theater Central Bonn)
- 1993: Carlo Goldoni: Argentina, die brilliante Kammerzofe (Ottavio) – Regie: Karl-Heinz Angermeyer (Euro Theater Central Bonn)
- 1994: Gerhart Hauptmann: Vor Sonnenaufgang (Gosch) – Regie: Peter Ibrik (Thüringer Landesbühne)
- 1994: Friedrich Schiller: Die Räuber (Razmann) – Regie: Helmut Rühl (Freilichtspiele Schwäbisch Hall)
- 1994: William Shakespeare: Hamlet (Bernado, Fortinbras) – Regie: Achim Plato (Freilichtspiele Schwäbisch Hall)
- 1996: Dale Wasserman: Einer flog über das Kuckucksnest (Williams) – Regie: Ulf Reiher (Thüringer Landesbühne)
- 1997: Friedrich Schiller: Die Räuber (Grimm) – Regie: Gösta Knothe (Uckermärkische Bühnen Schwedt)
- 2004: David Sternbach: Stauffenberg – Die wahre Geschichte (Feldmarschall Keitel) – Regie: Klemens Brysch (Schillertheater Berlin)
- 2005: Nicolai Borger: Endspiel Neukölln (Marek Marotzke) – Regie: Rüdiger Walter Kunze (Saalbau Neukölln, Berlin)
- 2008: Henning Mankell: Vor dem Frost (Torgeier Langoos) – Regie: Wolfgang Rumpf (Berliner Kriminal Theater)
- 2008: Reginald Rose: Die zwölf Geschworenen (Nr. 6) – Regie: Wolfgang Rumpf (Berliner Kriminal Theater)
- 2010: Karl May: Halbblut (Has Timpe) – Regie: Donald Kramer (Karl-May-Spiele Bad Segeberg)
- 2010: Arthur Conan Doyle: Der Hund von Baskerville (Mr. Stapleton) – Regie: Wolfgang Rumpf (Berliner Kriminal Theater)
- 2011: Agatha Christie: Zehn kleine Negerlein (Anthony Marston) – Regie: Wolfgang Rumpf (Berliner Kriminal Theater)
- 2011: Umberto Eco: Der Name der Rose (Benno von Uppsala) – Regie: Wolfgang Rumpf (Berliner Kriminal Theater)
- 2015: John Wainwright: Das Verhör (Sergeant Hastings) – Regie: Wolfgang Rumpf (Berliner Kriminal Theater)
- 2015: Edgar Wallace: Der Zinker (Inspektor Elford) – Regie: Matthias Wien (Berliner Kriminal Theater)
- 2016: John Kander/Joe Masteroff: Cabaret (Max) – Regie: Vincent Paterson (Tipi am Kanzleramt)
- 2018: Conor McPherson: Die Vögel (Tierney) – Regie: Wolfgang Rumpf (Berliner Kriminal Theater)
- 2019: Ray Cooney: Ausser Kontrolle (Ronnie Worthington) – Regie: Wolfgang Rumpf (Berliner Kriminal Theater)
- 2019: Mizzi Meyer: Der Tatortreiniger (Kommissar Buckauf) – Regie: Wolfgang Rumpf (Berliner Kriminal Theater)

## Synchronisation

### Fernsehserien
- 2017–2019: Timothy Mooney als Mr. Hammond, 1 Episode in Anne with an E